# Ernst von dem Knesebeck
Ernst Julius Georg von dem Knesebeck (* 8. Dezember 1809 in Landesbergen; † 30. September 1869 in Worms) aus dem Haus Corvin war ein hannoverscher Generalleutnant, Diplomat und Schriftsteller.

## Leben

### Herkunft
Seine Eltern waren der hannoversche Generalmajor Friedrich August Wilhelm von dem Knesebeck (1775–1842) und dessen Ehefrau Friederike Amalie, geborene von Bothmer (1781–1853) aus dem Hause Landesbergen.

### Militärkarriere
Knesebeck trat sehr jung in die Hannoversche Armee ein und avancierte Mitte Oktober 1824 im 4. Infanterie-Regiment zum Sekondeleutnant. Daran schloss sich als Premierleutnant eine Verwendung im Garde-Regiment an, bevor er 1840 in den Generalstab wechselte und Anfang November 1842 zum Kapitän aufstieg. Seit 1847 befand Knesebeck sich im diplomatischen Dienst, war zunächst Geschäftsträger in München und dort von 1848 bis 1865 hannoverscher Missionschef. Danach war er, zwischenzeitlich Ende Mai 1863 zum Generalmajor aufgerückt, als Gesandter und bevollmächtigter Minister in Wien tätig. In dieser Eigenschaft wurde er am 14. Juni 1866 zum Generalleutnant befördert. Nach dem verlorenen Krieg gegen Preußen und der Annexion des Königreichs Hannover zog Knesebeck sich in das Privatleben zurück.
Am 14. Mai 1868 trat Knesebeck in den Verband der Preußischen Armee und starb am 30. September 1869 auf einer Reise in Worms.

### Familie
Er heiratete am 26. Juni 1846 in Hannover Agnes von Linsingen (1820–1893). Das Paar hatte folgende Kinder:
- Iwan (1847–1856)
- Lionel (1849–1916), preußischer Oberstleutnant
- Bodo (1851–1911), Vize-Oberzeremonienmeister unter Kaiser Wilhelm II., Vorsitzender des Volksheilstätten-Vereins vom Roten Kreuz sowie stellvertretender Vorsitzender des Deutschen Zentralkomitees zur Bekämpfung der Tuberkulose.

## Schriften
- Geschichte der churhannoverschen Truppen in Gibraltar, Minorca und Ostindien. Hannover 1845, Digitalisat.
- Herzog Ferdinand von Braunschweig im Siebenjährigen Kriege. Hannover 1857–1858.
- Lebensbeschreibung des hannoverschen General Halkett. Stuttgart 1865.